# 馬爾菲夫卡 (多林斯卡區)
48°2′39″N 32°47′18″E / 48.04417°N 32.78833°E
馬爾菲夫卡（烏克蘭語：Марфівка），是烏克蘭中部的村莊，隸屬基洛夫格勒州的克羅皮夫尼茨基區。該村始建於1808年，面積0.71平方公里，海拔高度142米，2001年人口355，人口密度每平方公里503.6人。